# Joan Santiago Griñó i Piñol
Joan Santiago Griñó i Piñol (Lleida, ? - 1919) va ser un periodista i advocat català.
Procedia d'una família emparentada amb Ramon Cabrera i Griñó. La seua mare era Teresa Piñol de Porta. Va estudiar Dret i exercí a Lleida, on formà part del Col·legi d'Advocats de la ciutat.
Fou fundador i president de la Joventut Catòlica de Lleida i més endavant va dirigir el Diario de Lérida, fundat l'any 1885 com a defensor del corrent integrista dins lo carlisme que liderava Ramón Nocedal i el seu diari El Siglo Futuro. Com a director del Diario de Lérida, va enviar, amb altres directors catalans de premsa carlina com Francesc de Paula Oller, Marià de Rocafiguera, Josep de Palau i d'Huguet i Jacint de Macià, una súplica a Carles de Borbó i Àustria-Este perquè restablís la unitat dels carlins reafirmant la Unitat catòlica d'Espanya «amb totes les seues conseqüències d'efectiva coerció», tal com era aplicada pel seu avantpassat lo rei Felip II.
Finalment va signar el Manifest de Burgos a l'agost de 1888 i s'adherí al Partit Integrista, formant part del Consell General del partit a Catalunya com a màxim dirigent a la província de Lleida. L'any 1895 participà en la creació del Círculo de Lérida i en formà part de la Junta directiva i de la Comissió científica. Participà en les eleccions i va ser a candidat a diputat pel districte de Sort, però no fou escollit.
Va morir el 16 de juliol de 1919 per causa d'una llarga malaltia, després d'haver perdut la seua dona, Prudència Fargas i Sagristà (amb qui va tindre vuit fills), i el seu fill Dionisi pocs mesos abans. Un altre dels seus fills, Josep Maria Griñó i Fargas (1889-1936), va esdevindre sacerdot i fou assassinat a la rereguardia republicana poc després del començament de la Guerra Civil espanyola. Lo primogènit, Joan Miquel Griñó i Fargas (1883-1964), economista, regidor de Barcelona i president del Cercle Català de Madrid, va rebre d'Alfons XIII el títol de Baró de Griñó l'any 1920.